# Protesilaus leucosilaus
Protesilaus leucosilaus is een vlinder uit de familie van de pages (Papilionidae). De wetenschappelijke naam van de soort is, als Papilio leucosilaus, voor het eerst geldig gepubliceerd in 1937 door Zikán.